# سالم جاسم المضف
سالم جاسم المضف، (1932 - 2004) وزير التخطيط السابق ، ورئيس سابق لديوان المحاسبة الكويتي.

## محطات في حياته
- أول أمين عام لمجلس الأمة الكويتي.
- رئيس ديوان المحاسبة الكويتي (29 ابريل 1975 - 1 أبريل 1980).
- وزير التخطيط الكويتي .(16 فبراير 1978 - 24 فبراير 1981).